# Перлеберг
Перлеберг (њем. Perleberg) град је у њемачкој савезној држави Бранденбург. Једно је од 26 општинских средишта округа Пригниц. Према процјени из 2010. у граду је живјело 12.474 становника. Посједује регионалну шифру (AGS) 12070296.

## Географски и демографски подаци
Перлеберг се налази у савезној држави Бранденбург у округу Пригниц. Град се налази на надморској висини од 31 метра. Површина општине износи 137,8 km². У самом граду је, према процјени из 2010. године, живјело 12.474 становника. Просјечна густина становништва износи 91 становника/km².